# Shigeru Kasamatsu
Shigeru Kasamatsu (Kumano, Japón, 16 de julio de 1947) es un gimnasta artístico japonés, campeón olímpico en 1976 en el concurso por equipos, y subcampeón mundial en 1974 en la prueba de suelo.

## Carrera deportiva
En los JJ. OO. de Múnich de 1972 consigue cuatro medallas: oro en equipo, plata en paralelas —tras su compatriota el japonés Sawao Kato y delante de otro japonés Eizo Kenmotsu, bronce en barra fija —tras sus compatriotas Mitsuo Tsukahara y Sawao Kato— y otro bronce en suelo, tras el soviético Nikolai Andrianov y el japonés Akinori Nakayama.
En el Mundial celebrado en Varna (Bulgaria) en 1974 gana cuatro medallas de oro: en equipo, por delante de la Unión Soviética y Alemania del Este, y siendo sus compañeros de equipo: Hiroshi Kajiyama, Eizo Kenmotsu, Mitsuo Tsukahara, Fumio Honma y Sawao Kato; en suelo, salto de potro y en la competición general individual.
En el Mundial de Estrasburgo 1978 gana oro en equipo —por delante de la Unión Soviética y Alemania del Este—, otro oro en barra horizontal —por delante del alemán Eberhard Gienger— y plata en suelo, tras el estadounidense Kurt Thomas y por delante del soviético Alexander Dityatin.
Por último, poniendo fin a esta fructifera carrera deportiva, en el Mundial de Fort Worth 1979 gana la plata en equipos, tras la Unión Soviética y por delante de Estados Unidos.